# Municipio de Solosuchiapa
El Municipio de Solosuchiapa es uno de los 124 municipios que conforman el estado de Chiapas, su cabecera es la localidad de Solosuchiapa.

## Toponimia
La palabra Solosuchiapa significa en la lengua náhuatl. Suchiapa — "La nueva Chiapa", de shuchtik, joven; y chiapan, chiapa. Por su parte, chiapan expresa "Agua debajo del cerro".

## Geografía

### Extensión
Su extensión territorial es de 156.3 km² que representan el 0.2% de la superficie estatal. Su altitud máxima es de 964 m.

### Límites
Se encuentra en las Montañas del Norte, presentando un relieve montañoso. Las coordenadas extremas del municipio son: al norte 17°30' de latitud norte; al sur 17°18' de latitud; al este 92°55' de longitud oeste; al oeste 93°05' de longitud. El municipio de Solosuchiapa colinda con los siguientes municipios:
- Al norte: Ixtapangajoya.
- Al este: Amatán.
- Al sur: Ixhuatán.
- Al oeste: Chapultenango y Ixtacomitán.

### Hidrografía
Sus afluentes lo constituyen los ríos Amatán, La Sierra, Negro y el Arroyo Moquimba.

### Clima
Es cálido húmedo con lluvias todo el año.

### Ecosistemas
La vegetación es de selva alta.

## Demografía
De acuerdo a los resultados del Censo de Población y Vivienda de 2020 realizado por el Instituto Nacional de Estadística y Geografía, la población total de Solosuchiapa es de 8561 habitantes, de los cuales 4344 son hombres y 4217 son mujeres.

### Localidades
En el censo de 2020 el municipio de Solosuchiapa contaba con 63 localidades.
| Código INEGI      | Localidad         | Población (2020) |
| ----------------- | ----------------- | ---------------- |
| 070840001         | Solosuchiapa      | 2 243            |
| Otras localidades | Otras localidades | 6 318            |
| Total municipal   | Total municipal   | 8 561            |

## Atractivos Culturales y Turísticos

### Fiestas
Celebración de La Santa Cruz.

### Gastronomía
Dentro de la comida típica de este municipio figuran el estofado, caldo de res, tamales de chipilin con queso y de fríjol. Dulces tradicionales como la melcocha, chilacayote en dulce, higos y caramelos. En cuanto a sus bebidas podemos mencionar el pozol blanco y de cacao, aguas frescas de frutas de la región y el aguardiente de caña.

### Centros Turísticos
El río la Sierra y sus innumerables cascadas.